# المتحف الإمبراطوري في فيينا
المتحف الإمبراطوري متحف يقع في فيينا، وكانت الخطوة الأولى لهذا المتحف عندما قام الإمبراطور النمساوي فرديناند الثاني بعملية تجميع للقطع الفنية والصور التي كانت مُلكًا لأفراد من البيت الإمبراطوري، وزاد على ذلك ما جمعه هو من أعمال فنية عظيمة في أيامه ومن مجموعة أمراء برجاندى التي تتميز بجواهرها الثمينة وحدث هذا في القرن السابع عشر.

## بداياته
وفي بداية القرآن الثامن عشر نقلت مجموعة الصور من القصر الإمبراطوري إلى قصر آخر يسمى ستالبرغ وبعد ذلك وبعد أن زاد عدد القطع نقلت إلى قصر البلفادير والذي فُتح للجمهور في عام 1781 أي بعد فترة حكم ماريا تريزا وابنها جوزيف الثاني مباشرة، ويذكر آن لهذا المتحف انه عرف منذ البداية الرسالة المتحفية التعليمية التثقيفية وجعلها هدفا له ويدل على ذلك نظام العرض الذي جاء مناسبا ومتناسقا وواعيا حتى أنهم وضعوا صور فناني الشمال وفناني الجنوب كلا مع بعضها البعض.